# Lying
Lying är en bok av författaren Sam Harris, utgiven 2011. Harris menar att vi radikalt kan förenkla våra liv och förbättra samhället genom att berätta sanningen i situationer där andra ljuger.